# Танівська сільська рада
Та́нівська сільська рада (рос. Тановский сельский совет) — муніципальне утворення у складі Благоварського району Башкортостану, Росія. Адміністративний центр — село Тан.

## Населення
Населення — 1322 особи (2019, 1389 у 2010, 1527 у 2002).

## Склад
До складу поселення входять такі населені пункти:
| Населений пункт       | Населення, осіб (2002) | Населення, осіб (2010) |
| --------------------- | ---------------------- | ---------------------- |
| Агарди, село          | 248                    | 221                    |
| Зур-Буляк, присілок   | 89                     | 82                     |
| Кизил-Чишма, присілок | 63                     | 47                     |
| Кугуль, присілок      | 97                     | 71                     |
| Такчура, село         | 194                    | 173                    |
| Тан, село             | 668                    | 648                    |
| Усманово, присілок    | 65                     | 54                     |
| Чатра, присілок       | 103                    | 93                     |